# Майя (краб)
Майя (лат. Maja) — род крабов семейства Majidae, характеризующегося своеобразной формой карапакса, а именно передний край вытянут в клювообразный придаток; ноги равной длины и только передняя пара обычно покороче. Встречаются в Атлантическом океане, Средиземном и других европейских морях. Съедобны.

## Виды
Род включает следующие современные виды:
- Maja africana Griffin & Tranter, 1996
- Maja bisarmata Rathbun, 1916
- Maja brachydactyla Balss, 1922[3]
- Maja capensis Ortmann, 1894
- Maja compressipes (Miers, 1879)
- Maja confragosa Griffin & Tranter, 1996
- Maja crispata Risso, 1827
- Maja erinacea de Ninni, 1924
- Maja gibba Alcock, 1899
- Maja goltziana d’Oliviera, 1888
- Maja gracilipes Chen & Ng, 1999
- Maja japonica Rathbun, 1932
- Maja kominatoensis Kubo, 1936
- Maja linapacanensis Rathbun, 1916
- Maja miersii Walker, 1887
- Maja sakaii Takeda & Miyake, 1969
- Maja spinigera (De Haan, 1837)
- Maja squinado (Herbst, 1788)
- Maja suluensis Rathbun, 1916
- Maja tuberculata De Haan, 1839

Кроме того, известно 12 ископаемых видов рода майя.